# Hesychotypa turbida
Hesychotypa turbida là một loài bọ cánh cứng trong họ Cerambycidae.